# Xavier Jacobelli
Xavier Jacobelli (Bergamo, 29 agosto 1959) è un giornalista italiano.

## Biografia
Praticante a vent'anni e giornalista professionista a ventidue, la carriera di Xavier Jacobelli è iniziata nel 1978 a Videobergamo, emittente tv bergamasca all'epoca diretta da Vittorio Feltri. Nel dicembre 1979 entra nella redazione bergamasca del quotidiano del pomeriggio La Notte, diretto da Livio Caputo. Dopo un breve passaggio alla Gazzetta dello Sport, nel 1987 approda al Corriere dello Sport-Stadio dove rimane per sette anni, assumendo la qualifica di inviato speciale e seguendo principalmente il calcio nazionale e internazionale. Il 21 febbraio 1994 viene chiamato da Vittorio Feltri come caporedattore sportivo presso Il Giornale.
Il 1º febbraio 1997 passa a Tuttosport, prima come caporedattore centrale e quindi come vicedirettore. L'anno successivo, con il cambio di proprietà della testata, viene nominato direttore, diventando a 38 anni il più giovane direttore di un quotidiano nazionale. Mantiene l'incarico per quattro anni e sette mesi, fino al 7 ottobre 2002.
Dall'ottobre 2002 all'agosto 2003 Jacobelli è il direttore del Corriere dello Sport-Stadio. Sotto la sua direzione il quotidiano sportivo romano aumenta le vendite, Jacobelli porta a 50 i mesi consecutivi d'incremento delle vendite dei giornali da lui diretti e, con il Corriere dello Sport-Stadio stabilisce un altro record, arrivando a contare un milione e mezzo di lettori al giorno (1.506.000).
Il 29 settembre 2003, Jacobelli passa a dirigere Il Giorno. Sotto la sua direzione, il quotidiano milanese torna allo storico formato lenzuolo. Il gruppo Poligrafici Editoriale incarica Jacobelli di creare un quotidiano sportivo comune ai tre giornali della catena (Il Giorno-Il Resto del Carlino-La Nazione). Il 19 aprile 2005 esce QS Quotidiano Sportivo, diretto dallo stesso Jacobelli. Il 7 febbraio 2006 la testata si fonde con le pagine sportive del QN Quotidiano Nazionale e viene tuttora pubblicata insieme con le testate del Gruppo Poligrafici Editoriale. Jacobelli rimane direttore del QS e assume l'incarico di condirettore delle pagine sportive del QN. Il 19 settembre 2006 viene nominato direttore del sito web Quotidiano.net, il portale internet del Gruppo Poligrafici Editoriale (QN, La Nazione, Il Giorno, Il Resto del Carlino) che, durante la direzione di Jacobelli passa da 1 a 52 portali, con 27 canali internet collegati.
Dal settembre 2006, dopo essere stato ospite in passato di diverse trasmissioni sportive alla radio e in tv, Jacobelli diventa opinionista nel programma Le partite non finiscono mai, in onda il lunedì sulla rete televisiva LA7. Oltre a La7, Jacobelli ha collaborato come opinionista con le emittenti lombarde Telelombardia e Antennatre, nonché col circuito radiofonico nazionale CNR che raggruppa 62 emittenti tra cui Radio Sportiva e Radio Radio.
Dal 1º luglio 2007, Quotidiano.net entra a far parte di «Italia News-Il Sole 24 Ore». Il 1º febbraio 2012 Jacobelli lascia la direzione di Quotidiano.net, dopo averlo portato fra i primi quattro siti generalisti italiani per numero di utenti unici, pagine viste e visite e ne rimane editorialista.
Il 1º marzo 2012 assume la direzione editoriale del sito Calciomercato.com, online dal 1996, il primo sito italiano di calciomercato. È anche editorialista sportivo per la testata online globalist.it e per il quotidiano «L'Eco di Bergamo».
Dal marzo 2013 Jacobelli è opinionista di Raisport. Collabora alle seguenti trasmissioni: Super8, Zona11pm, Pomeriggio da Campioni, Pomeriggio Mondiale, Mattina Mondiale, Notti Mondiali (Rai Uno), Sabato Sprint (Rai Due). È stato anche direttore del giornale sportivo «Four Four Two Italia», edizione italiana del mensile «Four Four Two».
Il 30 aprile 2015 lascia la direzione di Calciomercato.com. Dall'11 maggio è direttore editoriale della redazione digitale dei quotidiani sportivi e delle altre testate del gruppo Amodei: corrieredellosport.it, tuttosport.com, guerinsportivo.it, autosprint.it, motosprint.it, inmoto.it, inauto.it.
Dal 1º agosto 2016 scrive anche sull'edizione cartacea del «Corriere dello Sport-Stadio» come editorialista. È anche opinionista di Radio Bruno Toscana.
Da fine gennaio 2018 è opinionista della neonata emittente radiofonica RMC Sport Network (oggi Tmw Radio), dove conduce insieme a Vincenzo Marangio e Marco Piccari Zona X. Il 22 aprile 2018 assume la direzione di Tuttosport e tuttosport.com.
Il 21 aprile 2022 lascia la direzione di Tuttosport, pur rimanendo sotto contratto con lo stesso Gruppo editoriale Amodei, scrivendo come editorialista sulle testate giornalistiche e dedicandosi ai canali digitali del Gruppo. Interviene come commentatore alle trasmissioni di Raisport, La domenica sportiva, La domenica sportiva estate e Calcio totale.

## Vita privata
È padre della giornalista sportiva Marialuisa Jacobelli, già conduttrice della trasmissione sportiva Top Calcio 24, successivamente a Dazn, ora a SportMediaset.

## Riconoscimenti
Nell'arco della carriera, Jacobelli ha ricevuto i seguenti riconoscimenti:
- Premio Gualtiero Zanetti 1988 (miglior giornalista under 30),
- Premio nazionale Bruno Roghi 2000,
- Premio Nazionale Penna d'Argento 2006,
- Premio Nazionale Niccolò Galli 2008.
- Premio Nazionale Nereo Rocco 2008.
- Premio Nazionale Italian Sport Awards 2010 quale "miglior giornalista sportivo dell'anno".
- Premio Nazionale Gino Palumbo 2010 assegnato dal Gruppo Lombardo Giornalisti Sportivi.
- Premio Nazionale Francesco Valentini 2014, assegnato dalla Città di Porto Sant'Elpidio (FM).
- Premio Nazionale Italian Sport Awards 2014 quale "miglior direttore di testata sportiva".[11]
- Premio Paolo Serra 2015 assegnato dal Comune di Agropoli (SA).
- Premio Nazionale Cultura, Sport, Medicina e Giornalismo 2016, assegnato dall'Associazione Fioravante Polito-Museo e Biblioteca del Calcio, Castellabate (Salerno).
- Premio Nazionale Andrea Fortunato 2016, sezione giornalismo.
- Premio Internazionale Antonio Ghirelli 2017.
- Premio Nazionale Andrea Maestrelli 2018.
- Premio Pasquale D’Angelo 2018.
- Premio Nazionale Renato Cesarini 2018.
- Premio Nazionale Fair Play Menarini 2018.
- Premio Nazionale dello Sport Siciliano 2018.
- Premio Nazionale Pietro Calabrese 2019.
- Guirlande d'honneur 2019, attribuita dalla Federazione internazionale del cinema e della tv sportivi (FICTS).
- Italian Sport Awards 2020 quale «miglior direttore di testata sportiva».
- Premio giornalistico San Michele degli Scalzi, Pisa, in memoria di Gigi Simoni, anno 2020.
- Gran Premio Internazionale Leone d'Oro di Venezia «per gli alti meriti professionali», Venezia, Palazzo della Regione Veneto, 2 luglio 2021.
- Premio Nazionale di giornalismo Mimmo Angeli, Chiavari, 27 maggio 2022.
- Premio Internazionale Vicente Feola quale «miglior giornalista sportivo», Napoli, 6 marzo 2024.
- Premio Città di Viareggio, Viareggio, 23 giugno 2024.
- Premio Nazionale di giornalismo Angelo Marinangeli, Nocera Umbra, 20 settembre 2024.
- Premio Nazionale Inside the sport, Unione stampa sportiva italiana, Movimento Cristiano Lavoratori. Coverciano, 28 aprile 2025.